# Leucophenga basilaris
Leucophenga basilaris är en tvåvingeart som först beskrevs av Adams 1905.  Leucophenga basilaris ingår i släktet Leucophenga och familjen daggflugor. Inga underarter finns listade i Catalogue of Life.